# Handsome Furs
Handsome Furs fue un dúo y una banda de rock canadiense formada en el 2006 en Montreal, Quebec. Es considerado un grupo de culto, por formar parte del movimiento del indie rock canadiense. 
El grupo logró éxito únicamente por el sencillo "I'm Confused", llegando a posiciones alta en la UK Singles Chart en su lanzamiento. 
El grupo se separó oficialmente el 17 de mayo de 2012, a través de un comunicado a través de la red social Facebook.

## Integrantes

### Exintegrantes
- Dan Boeckner - vocal, guitarra
- Alexei Perry - sintetizador, caja de ritmos

## Discografía

### Álbumes de estudio
- 2007: "Plague Park"
- 2009: "Face Control"
- 2011: "Sound Kapital"

### Sencillos
- "I'm Confused"
- "Dumb Animals"
- "Can't Get Started"
- "What About Us"
- "Damage"